# 小行星10130
小行星10130（10130 Ardre）是一颗绕太阳运转的小行星，为主小行星带小行星。该小行星于1993年3月19日发现。

## 轨道参数
小行星10130的轨道半长轴为2.1594051 UA，离心率为0.035。